# Auréolo
Marco/Mânio Acílio Auréolo (em latim: Marcus/Manius Acilius Aureolus), melhor conhecido apenas como Auréolo, foi oficial e então usurpador do século III contra o imperador Galiano (r. 253–268), um dos Trinta Tiranos da História Augusta. De origem humilde, nasceu em data incerta na Dácia. Logo decidiu mudar de vida e se alistou no exército, onde operou como mantenedor dos cavalos imperiais. Sob Valeriano (r. 253–260), suprimiu Ingênuo e Regaliano (r. 260). Em 261, ajudou na supressão de Macriano e Macriano Menor (r. 260–261) e em 262 participou no ataque de Galiano contra Póstumo (r. 260–269). Em 267/268, estava na Récia, talvez como líder legionário, e se mudou com suas forças para Mediolano, onde se rebelou contra Galiano em nome de seu aliado Póstumo. Com o assassínio de Galiano no mesmo ano, Auréolo foi morto pelos guardas de Cláudio II (r. 268–270).

## Nome
Esse oficial aparece na documentação sob os nomes M. Acílio Auréolo. Seu prenome é motivo de discussão e foi pensado que talvez fosse Marco ou Mânio.

## Vida

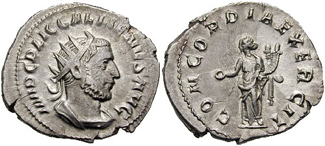
Antoniniano de Galiano r.

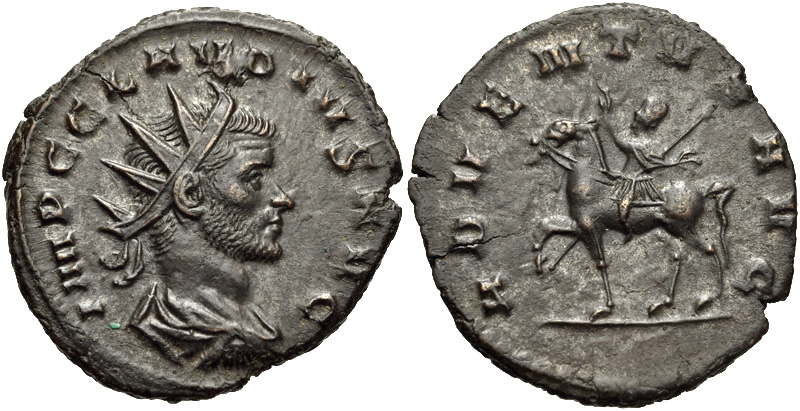
Antoniniano de r.

Auréolo nasceu na Dácia em data incerta, tendo origens humildes. Era pastor e decidiu melhorar de vida ao entrar no exército. Por ser ambidestro e por suas habilidades manuais, tornou-se mantenedor dos cavalos imperiais (designado pelo título frontista por Zonaras, que no contexto em questão não parece empregá-lo como ofício). No reinado de imperador Valeriano (r. 253–260), distinguiu-se na Batalha de Mursa de 260 contra os usurpadores Ingênuo e Regaliano (r. 260). Então serviu sob Galiano (r. 261–267) na Ilíria como chefe de cavalaria. Em 261, envolveu-se na supressão dos usurpadores Macriano (r. 260–261) e Macriano Menor (r. 260–261) na Ilíria;  não participou pessoalmente, mas enviou seu subordinado Domiciano. Em 262, Galiano lançou um ataque contra o imperador gálico Póstumo (r. 260–269), mas por descuido de Auréolo, ele fugiu; John Bray propôs que estaria em acordo com Póstumo à época e a fuga do último teria sido facilitada por essa razão.
No fim de 267 ou início de 268, segundo João Zonaras, escrevendo no século XII, era comandante de toda a cavalaria, o que parece improvável dada a sua inação em batalhas coetâneas relevantes nas quais o papel da cavalaria foi decisivo. Zósimo afirmou que ele, na verdade, era comandante de toda a cavalaria estacionada nos arredores de Mediolano, enquanto Sexto Aurélio Vítor, num relato mais provável, afirmou que estava no comando da legião da Récia. Bray sustenta a hipótese alegando que, se confirmada, explicaria a razão de os alamanos terem reinvadido o Império Romano a partir da Récia no início do reinado de Cláudio II (r. 268–270), mesmo depois de derrotados por Galiano oito ou nove anos antes. David L. Vagi, a seu turno, pensa que foi enviado à Récia para recrutar mais tropas, para só então ir para Mediolano.
Nesse momento, dirigiu-se para Mediolano com sua legião, deixando a Récia desprotegida e vulnerável ao futuro ataque alamano, e obteve o comando da cavalaria estacionada nos arredores da cidade. Por muito tempo, pensou-se que teria reivindicado o império para si, mas hoje acredita-se que estava agindo como representante de Póstumo, pois a casa da moeda de Mediolano emitiu moedas em nome de Póstumo. Se reivindicou a púrpura para si, o fez nos últimos tempos de sua ocupação do norte da Itália, na tentativa de reordenar suas destroçadas forças e então moedas foram emitidas em seu nome. Michel Polfer sugeriu que teria se declarado imperador, mas tendo logo em seguida se aliado a Póstumo.
Sexto Aurélio Vítor alegou que Auréolo teria usurpado o poder por desgostar da inatividade de Galiano. Galiano, que estava em campanha contra os godos que atacaram os Bálcãs, entregou o comando da campanha a Marciano e imediatamente partiu à Itália com o grosso do seu exército de campo. O exército rebelde foi encontrado em Pontirolo, como é hoje chamada a Ponte de Auréolo sobre o Ada, a algumas milhas de Mediolano. O exército rebelde foi decisivamente derrotado e repelido à cidade, onde foi sitiado. Durante o cerco, Galiano foi morto em conspiração. Auréolo parece ter tentado se render, mas ao fracassar decidiu lutar e foi morto pelos homens de Cláudio II ou por seus próprios homens. Para John Bray, Auréolo foi figura central no destino de Galiano, um brilhante e confiável general por muito tempo, que foi esquecido por um ato de traição apenas para trair novamente.

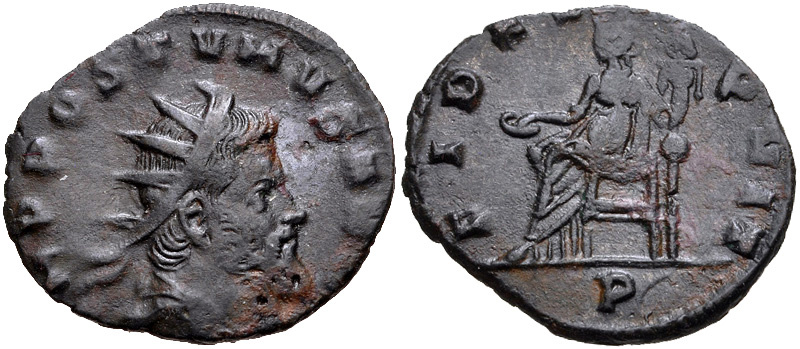
Antoniniano de Mediolano cunhado por Auréolo em nome de seu aliado Póstumo

## Numismática
Áureos com o nome de Auréolo são tidos hoje como falsificações, enquanto emitiu em Mediolano áureos e denários duplos em nome de Póstumo. Suas moedas distinguem-se das emitidas por Póstumo em Lugduno e Colônia Agripina por sua gravura final "compacta" e suas pranchetas (placas para fazer moedas) grossas e curtas. Também distinguem-se pelo uso comum de um P, S ou T no exergo para indicar as oficinas em uso em Mediolano (Prima, Secunda e Tércia). Outra característica das moedas é a inscrição do reverso, pois a maioria delas termina com Aequit, Equit ou Equitum, termos que aludem aos equestres (cavaleiros), o corpo de cavaleiros sob comando de Auréolo.